# NGC 1811
NGC 1811 è una galassia a spirale vista di taglio e situata nella costellazione della Colomba, a una distanza di circa 191 milioni di anni luce dalla nostra Via Lattea.

## Scoperta
La galassia è stata scoperta il 6 novembre 1834 dall'astronomo britannico John Herschel.

## Descrizione
NGC 1811 ha una classe di luminosità I e presenta una larga riga a 21 cm dell'idrogeno neutro.
NGC 1811 forma una coppia di galassie interagenti con NGC 1812.